# All Or Nothing World Tour
All Or Nothing World Tour fue la segunda gira mundial y última del grupo surcoreano 2NE1, que tuvo el fin de promocionar su segundo álbum de estudio, Crush (2014). La gira comenzó el 1 de marzo de 2014 en Seúl (Corea del Sur) y terminó el 17 de octubre del mismo año en Macao (China).

## Antecedentes y desempeño comercial
La gira fue anunciada por primera vez durante una conferencia de las chicas en 2013, en donde también anunciaron el nombre y fecha de su en ese entonces sencillo «Missing You», poco después de esto se anunciaron las primeras fechas de la gira, estas fueron en el "Parque Olímpico de Seúl" las cuales serían el 1 y 2 de marzo de 2014, además de fechas en Hong Kong, Singapur, Taipéi, Bangkok, Manila, Yokohama, entre otras. Tiempo después las chicas anunciaron el nombre de la gira el cual sería "All Or Nothing World Tour" (abreviado como AON: Tour) junto con la noticia de que también lanzarían un nuevo álbum "Crush".
El primer show celebrado en Seúl fue todo un éxito, al show asistieron poco más de 14 000 fanes coreanos. En Japón, a pesar de que las chicas no habían tenido muchas promociones ahí desde hace un largo tiempo todos los boletos disponibles se agotaron rápidamente llegando a asistir un total de 50 000 fanes japoneses a las 4 fechas que se ofrecieron en Yokohama y Kobe. Finalmente de las 20 fechas ofrecidas, asistieron un total de 182 000 personas a la gira.

## Lista de canciones
Acto I
1. Crush
2. Fire
3. 박수 쳐 (Clap Your Hands)
4. Pretty Boy
5. Don't stop the Music

Acto II
1. 그리워해요 (Missing You)
2. 살아 봤으면 해 (If I Were You)
3. Come Back Home (Unplugged)
4. Ugly

Acto III
1. I Love You
2. Come Back Home
3. 너 아님 안돼 (Gotta Be You)
4. Do You Love Me

Acto IV
1. 나쁜 기집애 (The Baddest Female)
2. 멘붕 (MTBD)
3. Scream
4. 내가 제일 잘 나가 (I Am the Best)
5. I Don't Care
6. Go Away

Encore
1. Lonely
2. 내가 제일 잘 나가 (I Am the Best)/Gotta Be You
3. Can't Nobody

## Fechas de la gira y asistencia
| Fecha                    | Ciudad       | País          | Lugar                    | Asistencia |
| ------------------------ | ------------ | ------------- | ------------------------ | ---------- |
| 1 de marzo de 2014       | Seúl         | Corea del Sur | Parque Olímpico de Seúl  | 14 000     |
| 2 de marzo de 2014       | Seúl         | Corea del Sur | Parque Olímpico de Seúl  | 14 000     |
| 22 de marzo de 2014      | Hong Kong    | China         | AsiaWorld-Arena          | 9 000      |
| 11 de abril de 2014      | Shanghái     | China         | Shanghai Grand Stage     | 8 000      |
| 19 de abril de 2014      | Beijing      | China         | MasterCard Center        | 10 000     |
| 26 de abril de 2014      | Taipéi       | Taiwán        | University of Taipei Gym | 8 000      |
| 27 de abril de 2014      | Taipéi       | Taiwán        | University of Taipei Gym | 8 000      |
| 17 de mayo de 2014       | Manila       | Filipinas     | Mall of Asia Arena       | 13 000     |
| 24 de mayo de 2014       | Kuala Lumpur | Malasia       | Estadio Negara           | 9 000      |
| 8 de junio de 2014       | Yakarta      | Indonesia     | MEIS                     | 7 000      |
| 28 de junio de 2014      | Singapur     | Singapur      | Singapore Indoor Stadium | 10 000     |
| 5 de julio de 2014       | Yokohama     | Japón         | Yokohama Arena           | 34 000     |
| 6 de julio de 2014       | Yokohama     | Japón         | Yokohama Arena           | 34 000     |
| 12 de julio de 2014      | Kobe         | Japón         | World Memorial Hall      | 16 000     |
| 13 de julio de 2014      | Kobe         | Japón         | World Memorial Hall      | 16 000     |
| 2 de agosto de 2014      | Yangon       | Birmania      | Myanmar Event Park       | 11 000     |
| 10 de agosto de 2014     | Ho Chi Minh  | Vietnam       | Phú Thọ Indoor Stadium   | 11 000     |
| 23 de agosto de 2014     | Bangkok      | Tailandia     | Impact Arena             | 9 000      |
| 20 de septiembre de 2014 | Guangzhou    | China         | GISA                     | 10 000     |
| 17 de octubre de 2014    | Macao        | China         | CotaiArena               | 9 000      |
| Total                    | Total        | Total         | Total                    | 181 000    |